# .cn
.cn (China) é o código TLD (ccTLD) na Internet para a China, sob a administração do Ministério da Indústria e Informação, por meio da China Internet Network Information Center (CNNIC) e operado por meio de serviços back-end da empresa norte americana Neustar.
As categorias sob o ccTLD .cn são divididas em : Categorias Locais e Categorias de uso Nacional (Genéricos).

## Categorias Nacionais
- ac.cn : Instituições de Ensino Superior e Pesquisa
- com.cn: Uso Comercial/ Genérico
- edu.cn : Instituições de Educação
- gov.cn : Entidades Governamentais
- mil.cn : Entidades Militares
- net.cn : Empresas de Internet/ Genérico
- org.cn : Organizações não Governamentais

## Categorias Locais
- ah.cn : Anhui
- bj.cn : Beijing
- cq.cn : Chongqing
- fj.cn : Fujian
- gd.cn : Guangdong
- gs.cn : Gansu
- gz.cn : Guizhou
- gx.cn : Guangxi
- ha.cn : Henan
- hb.cn : Hubei
- he.cn : Hebei
- hi.cn : Hainan
- hk.cn : Hong Kong
- hl.cn : Heilongjiang
- hn.cn : Hunan
- jl.cn : Jilin
- js.cn : Jiangsu
- jx.cn : Jiangxi
- ln.cn : Liaoning
- mo.cn : Macau
- nm.cn : Nei Mongol
- nx.cn : Ningxia
- qh.cn : Qinghai
- sc.cn : Sichuan
- sd.cn : Shandong
- sh.cn : Shanghai
- sn.cn : Shaanxi
- sx.cn : Shanxi
- tj.cn : Tianjin
- tw.cn : Taiwan
- xj.cn : Xinjiang
- xz.cn : Xizang
- yn.cn : Yunnan
- zj.cn : Zhejiang

### Internationalized domain names with Chinese characters
Desde 2010, o  ICANN aprovou para o ccTLD o registro de domínios com caracteres chineses, em chinês simplificado e chinês tradicional, e aprovou a criação de 2 novos domínios de ccTLD para china : .xn--fiqs8s em chinês simplificado e .xn--fiqz9s em chinês tradicional.